# ميخائيل لوتشيانو
ميخائيل لوتشيانو (بالإنجليزية: Michael Luciano)‏ هو مونتير أمريكي، ولد في 2 مايو 1909 في McAdoo, Pennsylvania ‏ في الولايات المتحدة، وتوفي في 15 سبتمبر 1992 في لوس أنجلوس في الولايات المتحدة.

## وصلات خارجية
- ميخائيل لوتشيانو على موقع IMDb (الإنجليزية)
- ميخائيل لوتشيانو على موقع ألو سيني (الفرنسية)
- ميخائيل لوتشيانو على موقع أول موفي (الإنجليزية)
- ميخائيل لوتشيانو على موقع قاعدة بيانات الأفلام السويدية (السويدية)
- ميخائيل لوتشيانو على موقع قاعدة بيانات الفيلم (الإنجليزية)
- ميخائيل لوتشيانو على موقع كينوبويسك (الروسية)